# Måsøy kommun
Måsøy kommun (norska: Måsøy kommune, nordsamiska: Muosátsullo gielda, kvänska: Moseijan komuuni) är en kommun i Finnmark fylke i norra Norge. Tätorten Havøysund utgör kommunens centralort. 
Måsøy kommun bildades 1839 och består av öarna Ingøya, Rolvsøya (kommunens största ö), Hjelmsøya, Måsøya och Havøya plus en del av Porsangerhalvön. Högsta punkt är Gardevarri, 634 meter över havet. På ön Ingøya finns Norges högsta byggnadsverk, en radiomast på 362 meter. Utanför Ingøya ligger Europas nordligaste fyr, Fruholmen fyr.
Kyrkan på ön Måsøya är från 1746. Psalmsboksutgivaren och prästen Magnus Brostrup Landstad föddes här.
I samband med att de tyska trupperna under andra världskriget retirerade under perioden september 1944 till februari 1945 tvångsevakuerades all befolkning och all bebyggelse brändes ned.

## Administrativ historik
Måsøy kommun bildades 1839 när Hammerfests kommun delades. 1963 överfördes Russelvdalen med 34 invånare till Kvalsunds kommun. 1984 överfördes västra delen av Magerøya med 240 invånare till Nordkapps kommun.

## Tätorter
I Måsøy kommun finns en tätort:
- Havøysund (centralort)

## Socknar
Inom Norska kyrkan motsvaras Måsøy kommun av Måsøy socken i Hammerfests prosteri i Nord-Hålogalands stift.